# Michael Nyqvist
Rolf Åke Mikael Nyqvist (Stockholm, 8 november 1960 – aldaar, 27 juni 2017) was een Zweeds acteur. Hij speelde onder meer hoofdpersonage Mikael Blomkvist in de originele drie verfilmingen van de Millennium-trilogie. Hij won in 2003 een Guldbagge Award voor beste acteur voor de film Grabben i graven bredvid, ook bekend onder de internationale titel The Guy in the Grave Next Door.
Nyqvist werd als baby uit een weeshuis geadopteerd. Zijn biologische vader komt uit Italië. Hij genoot zijn opleiding tot acteur op de toneelschool van Malmö. In Zweden brak hij door met zijn rol als politieagent John Banck in zeven boekverfilmingen in de filmreeks Beck, met Peter Haber in de titelrol. Daarnaast speelde hij onder meer de alcoholistische vader Rolf in Tillsammans en dirigent Daniel Daréus in de film As It Is in Heaven (2004). Ook had Nyqvist een rol in de aflevering 'Mastermind' van de serie Wallander en in de film  Bang Bang Orangutang.
Nyqvist overleed op 27 juni 2017 op 56-jarige leeftijd aan de gevolgen van longkanker.

## Filmografie
| - A Hidden Life (2019, postuum) - Hunter Killer (2018, postuum) - Kursk (2018, postuum) - Du forsvinder (2017) - Madiba (2017, televisie) - I.T. (2016) - Den Allvarsamma leken (2016) - Frank & Lola (2016) - The Girl in the Book (2015) - Colonia (2015) - The Girl King (2015) - 100 Code (2015, televisie) - John Wick (2014) - Min så kallade pappa (2014) - La ritournelle (2014) - Days and Nights (2014) - The Girl from Nagasaki (2013) - Zero Hour (2013, televisie) - Europa Report (2013) - Disconnect (2012) - Mission: Impossible - Ghost Protocol (2011) - Abduction (2011) - Arn (2010, televisie) - Anglavakt (2010) - Kvinden der drømte om en mand (2010) - Luftslottet som sprängdes (2009, alias Millennium 3: Gerechtigheid) - Flickan som lekte med elden (2009, alias De vrouw die met vuur speelde) - Män som hatar kvinnor (2009, alias Mannen die vrouwen haten) - Kennedys Hirn (2009) - Bröllopsfotografen (2009) | - Kautokeino-opprøret (2008) - Iscariot (2008) - Arn: Riket vid vägens slut (2008) - The Black Pimpernel (2007) - Arn: The Knight Templar (2007) - Iskariot (2007) - Underbara Älskade (2006) - Äideistä Parhain (2005) - Wallander (2005, afl. Mastermind) - Bang Bang Orangutang (2005) - Så som i himmelen (2004, alias As It Is in Heaven) - Dag och natt (2004) - Smala Sussie (2003) - Bäst i Sverige! (2002) - Den 5:e kvinnan (2002, televisie) - Grabben i graven bredvid (2002) - Hem ljuva hem (2001) - Hans och hennes (2001) - Tillsammans (2000) - Vägen ut (1999) - Beck - Moneyman (1998, televisie) - Beck - Vita nätter (1998, televisie) - Beck - Öga för öga (1998, televisie) - Beck - Pensionat Pärlan (1998, televisie) - Nightwalk (1998) - Veranda för en tenor (1998) - Tic Tac (1997) - Beck - Mannen med ikonerna (1997, televisie) - Beck (1997) - Jim och piraterna Blom (1987) |